# Río Endara
El río Endara (Endaraerreka en euskera) es un río del norte de la península ibérica que discurre por Navarra y Guipúzcoa, en España. 

## Curso
El Endara nace en el término municipal de Lesaca, en la comarca navarra de Cinco Villas. Discurre en dirección nordeste a lo largo de unos 10 km. Su tramo más bajo sirve de frontera entre Navarra y Guipúzcoa antes de confluir con el Bidasoa a pocos metros de la fronera con Francia. Sus aguas están embasadas en los pantanos de Domico y San Antón. 

## Fauna
Destaca la presencia de salmón atlántico, especie que antaño estaba presente en todas las cuencas cantábricas del País Vasco pero que sólo se conserva en la cuenca del Bidasoa. Además se encuentran el sábalo, el reo o trucha marina, la anguila y el gobio. Entre las especies no piscícolas se pueden nombrar el desmán del Pirineo y el mirlo acuático.